# EU-Meisterschaften 2004 (Boxen)
Die 2. EU-Meisterschaften der Herren im Boxen fanden vom 20. bis zum 26. Juni 2004 in der spanischen Hauptstadt Madrid statt. Vergeben wurden 44 Medaillen in 11 Gewichtsklassen.

## Medaillengewinner
| Klasse                       | Gold                         | Silber                    | Bronze                                                    |
| ---------------------------- | ---------------------------- | ------------------------- | --------------------------------------------------------- |
| Halbfliegengewicht (– 48 kg) | Salim Salimow Bulgarien      | Łukasz Maszczyk Polen     | Vladislavas Sokolovas Lettland Rédouane Asloum Frankreich |
| Fliegengewicht (– 51 kg)     | Alfonso Pinto Italien        | Jerome Thomas Frankreich  | Rudolf Dydi Slowakei Alexandar Alexandrow Bulgarien       |
| Bantamgewicht (– 54 kg)      | Detelin Dalakliew Bulgarien  | Zsolt Bedák Ungarn        | Ali Hallab Frankreich Bogdan Dobrescu Rumänien            |
| Federgewicht (– 57 kg)       | Aleksiej Szajdulin Bulgarien | Viorel Simion Rumänien    | Krzysztof Szot Polen Khedafi Djelkhir Frankreich          |
| Leichtgewicht (– 60g)        | Domenico Valentino Italien   | Selçuk Aydın Türkei       | Marios Kaperonis Griechenland David Mulholland England    |
| Halbweltergewicht (– 64 kg)  | Boris Georgiew Bulgarien     | Jose Guttierez Spanien    | Abdülkadir Köroğlu Türkei Tibor Dudás Ungarn              |
| Weltergewicht (– 69 kg)      | Bülent Ulusoy Türkei         | Vilmos Balogh Ungarn      | Neil Perkins England Stefan Dragomir Rumänien             |
| Mittelgewicht (– 75 kg)      | Marian Simion Rumänien       | Andy Lee Irland           | Robert Gniot Polen Georgios Gazis Griechenland            |
| Halbschwergewicht (– 81 kg)  | İhsan Yıldırım Tarhan Türkei | Aleksy Kuziemski Polen    | Constantin Bejenaru Rumänien Tony Jeffries England        |
| Schwergewicht (– 91 kg)      | Kubrat Pulew Bulgarien       | Vitaljus Subacius Litauen | Sergio Castano Spanien Dieter Roth Deutschland            |
| Superschwergewicht (+ 91 kg) | Roberto Cammarelle Italien   | Mariusz Wach Polen        | Mohamed Samoudi Frankreich Siergiej Rożnow Bulgarien      |

## Medaillenspiegel
| Rang | Land         | Gold | Silber | Bronze | Gesamt |
| ---- | ------------ | ---- | ------ | ------ | ------ |
| 1    | Bulgarien    | 5    | 0      | 2      | 7      |
| 2    | Italien      | 3    | 0      | 0      | 3      |
| 3    | Türkei       | 2    | 1      | 1      | 4      |
| 4    | Rumänien     | 1    | 1      | 3      | 5      |
| 5    | Polen        | 0    | 3      | 2      | 5      |
| 6    | Ungarn       | 0    | 2      | 1      | 3      |
| 7    | Frankreich   | 0    | 1      | 4      | 5      |
| 8    | Spanien      | 0    | 1      | 1      | 2      |
| 9    | Irland       | 0    | 1      | 0      | 1      |
| 9    | Litauen      | 0    | 1      | 0      | 1      |
| 11   | England      | 0    | 0      | 3      | 3      |
| 12   | Griechenland | 0    | 0      | 2      | 2      |
| 13   | Deutschland  | 0    | 0      | 1      | 1      |
| 13   | Lettland     | 0    | 0      | 1      | 1      |
| 13   | Slowakei     | 0    | 0      | 1      | 1      |
|      | Gesamt       | 11   | 11     | 22     | 44     |